# Thomas Solberg Eide
Thomas Solberg Eide (ur. 20 listopada 1992) – norweski lekkoatleta specjalizujący się w biegach średnich.
Odpadł w eliminacjach biegu na 1500 metrów podczas mistrzostw świata juniorów młodszych w 2009. Rok później na tym samym etapie zakończył udział w rywalizacji na dystansie 800 metrów w czasie mistrzostw świata juniorów w Moncton. Norweg wywalczył wicemistrzostwo Europy juniorów w biegu na 1500 metrów w 2011 roku. Uczestnik mistrzostw Europy w biegach przełajowych (2009) oraz drużynowych mistrzostw Europy (2011). Reprezentant Norwegii w meczach międzypaństwowych. 
Rekordy życiowe w biegu na 1500 metrów: stadion – 3:40,22 (28 czerwca 2011, Sollentuna); hala – 3:48,24OT (5 lutego 2011, Tampere). 

## Osiągnięcia
| Rok  | Impreza                                   | Miejsce          | Konkurencja    | Pozycja     | Wynik   |
| ---- | ----------------------------------------- | ---------------- | -------------- | ----------- | ------- |
| 2009 | Mistrzostwa świata juniorów młodszych     | Tyrol Południowy | bieg na 1500 m | eliminacje  | 3:56,24 |
| 2009 | Mistrzostwa Europy w biegach przełajowych | Dublin           | bieg juniorów  | 81. miejsce | 20:47   |
| 2010 | Mistrzostwa świata juniorów               | Moncton          | bieg na 800 m  | eliminacje  | 1:52,67 |
| 2011 | I liga drużynowych mistrzostw Europy      | Izmir            | bieg na 1500 m | 3. miejsce  | 4:01,86 |
| 2011 | Mistrzostwa Europy juniorów               | Tallinn          | bieg na 1500 m | 2. miejsce  | 3:44,70 |